# تونی جانسون (قایقران)
تونی جانسون (انگلیسی: Tony Johnson؛ زادهٔ november ۱۶, ۱۹۴۰ (۸۴ سال)) ورزشکار روئینگ اهل ایالات متحده آمریکا است.
وی در مسابقات کشوری و بین‌المللی در مجموع برندهٔ ۳ مدال طلا، ۱ مدال نقره، ۱ مدال برنز شده‌است.